# Meryta pandanicarpa
Meryta pandanicarpa là một loài thực vật có hoa trong Họ Cuồng cuồng. Loài này được Guillaumin mô tả khoa học đầu tiên năm 1959.